# Une avalanche de cadeaux
 (mai 2024).
 (mai 2024).
La mise en forme du texte ne suit pas les recommandations de Wikipédia : il faut le « wikifier ».
Les points d'amélioration suivants sont les cas les plus fréquents :
- Les titres sont pré-formatés par le logiciel. Ils ne sont ni en capitales, ni en gras.
- Le texte ne doit pas être écrit en capitales (les noms de famille non plus), ni en gras, ni en italique, ni en « petit »…
- Le gras n'est utilisé que pour surligner le titre de l'article dans l'introduction, une seule fois.
- L'italique est rarement utilisé : mots en langue étrangère, titres d'œuvres, noms de bateaux, etc.
- Les citations ne sont pas en italique mais en corps de texte normal. Elles sont entourées par des guillemets français : « et ».
- Les listes à puces sont à éviter, des paragraphes rédigés étant largement préférés. Les tableaux sont à réserver à la présentation de données structurées (résultats, etc.).
- Les appels de note de bas de page (petits chiffres en exposant, introduits par l'outil «  Source ») sont à placer entre la fin de phrase et le point final[comme ça].
- Les liens internes (vers d'autres articles de Wikipédia) sont à choisir avec parcimonie. Créez des liens vers des articles approfondissant le sujet. Les termes génériques sans rapport avec le sujet sont à éviter, ainsi que les répétitions de liens vers un même terme.
- Les liens externes sont à placer uniquement dans une section « Liens externes », à la fin de l'article. Ces liens sont à choisir avec parcimonie suivant les règles définies. Si un lien sert de source à l'article, son insertion dans le texte est à faire par les notes de bas de page.
- La présentation des références doit suivre les conventions bibliographiques. Il est recommandé d'utiliser les modèles {{Ouvrage}}, {{Chapitre}}, {{Article}}, {{Lien web}} et/ou {{Bibliographie}}. Le mode d'édition visuel peut mettre en forme automatiquement les références.
- Insérer une infobox (cadre d'informations à droite) n'est pas obligatoire pour parachever la mise en page.

Pour une aide détaillée, merci de consulter Aide:Wikification.
Si vous pensez que ces points ont été résolus, vous pouvez retirer ce bandeau et améliorer la mise en forme d'un autre article.
Pour plus de détails, voir Fiche technique et Distribution.
Une avalanche de cadeaux (Meine schöne Bescherung) est un film de noël, comique et dramatique allemand réalisé par Vanessa Jopp, sorti en 2007.
Il s'agit d'un remake du film suédois Happy Christmas! réalisé par Kjell Sundvall et sorti en 1999.
Martina Gedeck obtient pour ce film la récompense de meilleure actrice aux Bavarian Film Awards 2008.

## Synopsis
Le soir de Noël chez Sara et Jan, Sara a invité pour le réveillon, sans prévenir Jan, tous leurs ex compagnes et compagnons respectifs, ainsi que leurs conjoints. La soirée sera mouvementée.

## Fiche technique
- Titre  original : Meine schöne Bescherung
- Réalisateur :Vanessa Jopp
- Scénariste : Monica Rolfner
- Dialogues : Richard Reitinger
- Sociétés de production :  X Filme Creativ Pool GmbH  (Cologne),
- Coproduction :  Westdeutscher Rundfunk (WDR) (Cologne) et  Arte Deutschland TV GmbH (Baden-Baden)
- Producteur : Manuela Stehr
- Création des costumes : Guido Maria Kretschmer
- Musique : Loy Wesselburg
- Photographie : Hans Fromm
- Montage : Brigitta Tauchner
- Langue : Allemand
- Genre : comédie dramatique, film de noël
- Durée : 85 minutes (1h25)
- Date de sortie : 
  - 22 novembre 2007 (Allemagne)

## Distribution
- Martina Gedeck : Sara
- Heino Ferch : Jan
- Jasmin Tabatabai : Rita
- Meret Becker : Pauline
- Rainer Sellien : Erich
- Roeland Wiesnekker : Andi
- Rosa Enskat : Eva
- Andreas Windhuis : Gunnar
- Matthias Matschke : Thomas
- Ursula Doll : Anne
- Alexandra Neldel : Isabell
- Petra Kelling : Inge
- Feo Aladag : Helena
- Bjarne Mädel : Max
- Eva Löbau : Carina Schmitz
- Paula Knüpling : Liselotte
- Carl Hemprich : Richard Meinhold
- Antonia Felgner : Johanna
- Lea Müller : Émilie
- Alexander Türk : Daniel